# サントリーTVショッピング
サントリーTVショッピングは、サントリーウェルネス（旧・サントリー健康食品事業部）が企画・制作・提供している健康情報通販番組。

## 番組概要
著名人や一般人が招かれ健康の秘訣などを語る他、サントリーが製造・販売するゴマを使用した健康食品「セサミン」などの商品を紹介する。

### 放送枠
番組は独立放送局を中心に、テレビ東京や地方局100局以上の民放テレビ局に無償で提供され、特に早朝や午前、午後～夕方にかけてのローカル編成枠（ゴールデンタイムなど夜間は除く）を中心に放送。番組編成の穴埋めとして放送されることが多々ある。各地とも同一地域の複数の局で放送され、また同じ局で週もしくは1日に何回も放送されることもあり（同一日で放送内容・ゲストが異なる場合も）、更には放送済みの同一内容の回が何度も放送されることもしばしばある（局によっては「この番組は（西暦）年に制作されたものです」と表示）。局によっては、自社番組の制作費不足や他地域のテレビ局からの番販購入ができない場合などにおいて、放送の繋ぎに利用されている。
地上波以外では、CS放送やBSデジタル放送でも頻繁に放送されている。
最近よりテレビCMも流れており、これはキー局でも放映されている。

## 主な放送配給局
- テレビ東京
- 信越放送
- テレビ長崎
- BSジャパン
- BS-TBS

## 番組タイトル

### 開け!健康の扉
内容は『セサミンEプラス→セサミンEX』や『DHA&EPA+セサミンE→DHA&EPA+セサミンEX』の紹介で、愛飲者である現役プロスキーヤー・登山家・クラーク記念国際高等学校校長の三浦雄一郎、海洋冒険家の堀江謙一（セサミンEプラスのみ）、料理・ソムリエ研究家の田崎真也（DHA&EPA+セサミンEのみ）やその他一般人が出演し健康の秘訣を語る。かつてはサッカー解説者の松木安太郎（DHA&EPA+セサミンEのみ）も出演していた。ナレーションは関根正明。

### あなたにいきいきエイジング!
内容は『セサミンEプラス』の紹介で、愛飲者である服飾評論家の市田ひろみや玩具鑑定士の北原照久他が出演し健康の秘訣を語る。ナビゲーターは松尾貴史、ナレーションは斉藤茂一。制作はアクティブである。

### 胡麻美人
内容は『セサミンEプラス』の紹介で、愛飲者であるライフコーディネーターの市川吉恵、女優の伊藤榮子、写真家の織作峰子、園芸家の吉谷桂子が出演し美容と健康の秘訣を語る。

### 選ばれる理由 なぜあなたはセサミンを飲んでいますか
内容は『セサミンEプラス』の紹介で、愛飲者であるジャズバイオリニストの寺井尚子や、音楽バンドの加瀬邦彦&ザ・ワイルドワンズなどが出演し商品を選ばれている理由に語る。ナレーションは小林千絵。

### 受け継がれる伝統食 胡麻の力
内容は『セサミンEプラス』の紹介で、高野山などの寺で修行食として知られる精進料理や、京都で作られたおばんざいなどのドキュメント。ナビゲーター兼ナレーションは大和田伸也。制作はアクティブである。

### 笑顔を取り戻した転機 〜人生のターニングポイント〜
内容は『セサミンEプラス→セサミンEX』の紹介で、愛飲者であるジャズシンガーの綾戸智恵などが出演。そんな人生と健康を見つめなおす秘訣を語る。

### セサミンの魅力すべて見せます。
内容は『セサミンEプラス』の紹介で、司会は辰巳琢郎、セサミニストは、北原照久（玩具鑑定士）、服部真湖（女優）、江口ともみ（キャスター）、蟹瀬誠一（ジャーナリスト）。ナレーションは林田尚親。その後の『セサミンEX』の紹介ではフリーアナウンサーの辻よしなりが司会。

### セサミン落語劇場 カラダにうれしい!いにしえの知恵
内容は『セサミンEX』の紹介で、江戸時代を舞台に健康と体にこだわるセサミンの悩みをご隠居が解決。高座の案内人は風間杜夫。

### 加山雄三の頑張ろう僕ら世代 〜年を重ねただけでは老いない〜
内容は『セサミンEX』『ロコモア』の紹介で、ナビゲーターは若大将こと加山雄三（俳優、ミュージシャン）、酒井ゆきえ（フリーアナウンサー）。シニア世代の元気をご紹介。さらに、あの三浦雄一郎も登場。

### 健康最前線 特捜プロジェクト!
内容は『DHA&EPA+セサミンE』の紹介で、特捜プロジェクトチームが、健康調査について、調査員らが調査を行ない、DHAとEPAを検証する教養番組である。出演は阿藤快、川野太郎、高橋ひとみほか。

### DHAの10人
内容は『DHA&EPA+セサミンE』の紹介で、愛飲者10人が出演し健康の秘訣を語る。ナビゲーターは徳光和夫（元日本テレビ、現フリーアナウンサー）、ナレーションは武田広。制作はハウフルスである。

### TKUMITTSU学園 学べるDHA
内容は『DHA&EPA+セサミンE』の紹介で、学園長は徳光和夫、講師は永田雅一（理科）、村上幸子（家庭科）、佐々木主浩（体育）、こはたあつこ（英語）、澤崎龍一（給食）。DHAをわかり易く学びます。

### 健康と腕に覚えあり DHA魚の賢人
内容は『DHA&EPA+セサミンE』の紹介で、愛飲者である元・漁師で現・演歌歌手の鳥羽一郎や明治大学教授の齋藤孝そして棋士の清水市代他が出演し賢人の魅力を語る。ナレーションは平野義和。制作はアクティブである。

### 峰竜太の発見!魚パワー健康特捜隊
内容は『DHA&EPA+セサミンE<通常・SUPER版>→DHA&EPA+セサミンEX<デラックス版>』の紹介で、スタジオゲストは<通常版>梅宮辰夫（俳優）、田崎真也（料理・ソムリエ研究家）、家森幸子（元テレビ東京、現フリーアナウンサー）、矢口高雄（漫画家・「釣りキチ三平」の作者）、川端理香（管理栄養士）、<SUPER版>五大路子（女優）、本村健太郎（弁護士・俳優）、鳥羽一郎（演歌歌手）、奥山佳恵（タレント）、棚橋伸子（管理栄養士）、<デラックス版>太川陽介（俳優）、かとうかず子（女優）、小倉久寛（俳優・声優）、アグネス・チャン（歌手・教育学博士）<通常・SUPER・デラックス共通>平野文（声優・「うる星やつら」のラム役）、<SUPER・デラックス共通>伊吹吾郎（俳優）。

### 魚匠みねや からだに美味しい魚のチカラ
内容は『DHA&EPA+セサミンE』の紹介で、お客様は朝丘雪路（女優）、料理人は北山たけし（演歌歌手）、服部真湖（女優）、西澤辰雄（服部学園講師）、健康配達人は大竹真（TVリポーター）。

### 元気になるクイズSHOW 10秒でわかる健康の秘訣
内容は『DHA&EPA+セサミンE』の紹介で、スタジオ司会は宮本隆治（元NHK、現フリーアナウンサー）、アシスタントは加藤ゆり、解答者は田尾安志（野球解説者・東北楽天ゴールデンイーグルス初代監督）、斉藤慶子（女優）、おぎやはぎ（漫才コンビ）。特別ゲストには、落合務（イタリア料理シェフ）、今田景久（銀座久兵衛3代目寿司職人）なども登場。

### 健康発見テレビ　今日から摂りたい!魚のちから
内容は『DHA&EPA+セサミンE』の紹介で、イタリアやオランダなどの魚料理を紹介する他、料理人笹岡隆次による魚料理のレシピを紹介し、世界で注目の集まるDHAの魅力に迫る。制作はアクティブである。

### 足りていますか?DHA
内容は『DHA&EPA+セサミンE』の紹介で、愛飲者である歌手・女優の由紀さおりや弁護士の菊地幸夫そして女優・歌手の安奈淳他が出演し健康の秘訣を語る。ナレーションは磯部弘。制作はアクティブである。

### 毎日、賢く健康に DHAの健康パワー
内容は『DHA&EPA+セサミンE』の紹介で、愛飲者である青森大学教授の見城美枝子や声優（「タッチ」の浅倉南役）の日髙のり子が出演し、主婦としての健康の秘訣を語る。

### 私がDHAを必要とする理由
内容は『DHA&EPA+セサミンE』の紹介で、愛飲者である演歌歌手の中村美津子などが出演。さらに、ミュージシャン・俳優・プロ釣り師のエド山口がクロマグロ刺身9人前の試食にチャレンジ。

### DHAと健康のヒミツ!!世界が認める青魚パワー!
内容は『DHA&EPA+セサミンE』の紹介で、ナビゲーターは長谷川初範。グリーンランド、ノルウェー、島根県の食生活に密着。さらに愛飲者である女優の長山藍子も登場。

### お魚パワーで健康になろう。 健康DHA研究所
内容は『DHA&EPA+セサミンE』の紹介で、所長は福留功男、秘書は水野裕子、研究員は藤田弓子、渡辺正行、平野文、U字工事である。

### あなたの知らないアブラの世界 〜青魚のサラサラ成分DHA・EPAを徹底解明〜
内容は『DHA&EPA+セサミンEX』の紹介で、アブラ、魚、食の専門家を招き、徹底解明をする。司会は宮本隆治、亀井京子。パネラーは森永卓郎（経済アナリスト、獨協大学教授）、高見恭子（タレント、作家、ブランドプロデューサー）、TIM（お笑いコンビ）。

### 発見!ローヤルゼリーの神秘の力
内容は『ローヤルゼリー+セサミンE』の紹介で、スタジオ司会は朝岡聡（元テレビ朝日、現フリーアナウンサー）、ゲストは森末慎二（タレント・ロス五輪金メダリスト）、柏木由紀子（女優）、ナレーションは銀河万丈。

### 密着輝き美人!エレガンスの秘密
内容は『ローヤルゼリー+セサミンE』の紹介で、愛飲者であるジュディ・オングがエレガンスの秘密を語る他、ローヤルゼリーの魅力に迫る。ナレーションはHARRY(ハリー)。制作はアクティブ
である。

### 私の信じる野菜のチカラ
内容は『極の青汁』の紹介で、愛飲者である料理研究家の安井レイコ、バイオリニストの千住真理子、馬場馬術選手の法華津寛が登場し、青汁と健康の秘訣を語る。ナビゲーターは村野武範。

### 青汁カウントダウン
内容は『極の青汁』の紹介で、愛飲者である小林節子（元フジテレビ、現フリーアナウンサー）、小川直也（プロレスラー）、真矢（LUNA SEA）などが出演し、青汁の健康と秘訣をランキング形式で届ける。ナビゲーターは赤坂泰彦、ナレーターは武田広。

### 徹底検証 野菜のチカラ、青汁のチカラ。〜ここが極み、飲料メーカーの挑戦〜
内容は『極の青汁』の紹介で、飲料メーカーが青汁開発・ポリフェノール開発に挑む。出演者は石川ひとみ（歌手）、やくみつる（漫画家・相撲評論家）、奥山佳恵（タレント）、声の案内人は小林克也。

### なっとく調査隊が探る ヒヤッとシニアの栄養学
内容は『オメガエイド』の紹介で、司会は朝岡聡、パネラーは井口成人、橋本志穂、ミスターちん、佐藤唯。日本全国のシニア世代の方々に密着。

### 60代、70代の新健考発見ぐるり旅
内容は『オメガエイド』の紹介で高齢者の活動を巡る旅、案内役は楠田枝里子（フリーアナウンサー）、マギー審司（マジシャン）。

### 超高齢社会ニッポン 林修と考える健康対策
内容は『オメガエイド』『ロコモア』の紹介で高齢者の健康を考える企画。MCは林修（東進ハイスクール現代文教師）、堀友理子（フリーアナウンサー）、ゲストは山口いずみ（女優）、清水章吾（俳優）

### 自立した人生のために 林修の健康アシスト最前線
内容は『ロコモア』『ひざ道楽 歩行快適サポーター→グッドムービング ひざサポーター』の紹介で高齢者の健脚、アシストを考える企画。MCは林修、町亞聖、ゲストは原田大二郎、松岡きっこ。

### 観る美容液
内容は『エファージュ』『リフタージュPG-EX』『フローリッチ』の紹介で50代以上の肌、体、髪のスキンケアを検証。MCはおぐねーこと小椋ケンイチ（ヘアメイクアーティスト）、江口ともみ（タレント）、ゲストは服部真湖（女優）、森荷葉（和文化プロデューサー）。

### 食の健康サミット 60代・70代の健康対策
内容は『DHA&EPA+セサミンEX』『オメガエイド』の紹介で、魚のアブラ対肉のアブラの討論。MCは宮本隆治、酒井ゆきえ、魚パネラーは根本りつ子、服部真湖、斉藤暁、肉パネラーはキャシー中島、松岡きっこ、河原崎建三。

## その他
- 黒酢にんにく

出演：山下真司、水前寺清子、林家木久扇
- グルコサミン&コンドロイチン→グルコサミンアクティブ

出演：中野ブラザーズ、三屋裕子、六代目三遊亭円楽、中尾ミエ
- ミルコラ
- 他